# Naturwissenschaft und Technik
Naturwissenschaft und Technik (NwT) ist das Profilfach des naturwissenschaftlichen Profils in baden-württembergischen Gymnasien und der sächsischen Mittelschulen. Es geht über fachübergreifendes Arbeiten der naturwissenschaftlichen Basisfächer Biologie, Chemie, Geographie und Physik hinaus, auch wenn einige Aspekte der Basisfächer aufgegriffen werden. Außerdem behandelt es Themen aus Astronomie und Informatik.
Naturwissenschaft und Technik wird in Klasse 8 im naturwissenschaftlichen Profil, entsprechend der dritten Fremdsprache des sprachlichen Profils, eingeführt. Als Kernfach erfolgt der Unterricht vierstündig. Das Fach wird in den Klassenstufen 8, 9 und 10 des achtjährigen Gymnasiums (G8) unterrichtet. An einigen Versuchsschulen in Baden-Württemberg wird NwT auch in den Klassen 11 und 12 als zweistündiges Fach angeboten und kann in einer Präsentationsprüfung im Abitur geprüft werden. Daneben gibt es NwT auch als Schulversuch für die Klassen 5 bis 7 zusätzlich zu dem eingeführten Fach Naturphänomene. Die anderen naturwissenschaftlichen Fächer Biologie, Chemie, Geographie und Physik werden als Basiswissenschaften in allen Profilen mit gleicher Stundenzahl und gleichem Inhalt unterrichtet.

## Ziele des Fachs
Ziel dieses Faches ist es, die Schüler praxisnah auf das spätere Studium und die Arbeitswelt vorzubereiten sowie wissenschaftliches und technisches Denken und Handeln zu fördern. Dabei werden die in den Basiswissenschaften erworbenen Kenntnisse vertieft und angewandt. NwT versteht sich nicht nur als vernetztes Fach zu fächerverbindenden Inhalten aus der Chemie, der Physik, der Biologie und den Geowissenschaften. Der Bezug zur Technik soll im gegebenen Rahmen (insbesondere bezüglich der Ausstattung) möglichst unterrichtet werden. Dabei lernen die Schüler auch selbständig und termingerecht in eigenen Projekten zu arbeiten.

## Konkrete Umsetzung
Die Umsetzung ist von Schule zu Schule noch sehr unterschiedlich. Vor der flächendeckenden Änderung wurde in 20 Versuchsschulen das Fach schon unterrichtet. Die Ergebnisse dieser Versuchsschulen werden online zur Verfügung gestellt.
Wie die Inhalte an einer bestimmten Schule umgesetzt werden, ist im (individuell von jeder Schule erstellten) Schulcurriculum festgelegt. Beispiele für solche Schulcurricula finden sich im Internet. Grundlage der Curricula sind die Bildungsstandards des Faches.
Auch hinsichtlich der Durchführung durch die Fachlehrer werden unterschiedliche Modelle praktiziert. Ursache hierfür ist, dass es bislang keine Fachausbildung für NwT als solche gibt, sondern das Fach bisher durch Lehrer aus den Basiswissenschaften unterrichtet wird. An einigen Schulen unterrichtet ein Fachlehrer das ganze Schuljahr eine Klasse in NwT. Andere Schulen praktizieren Semester- oder Trimestermodelle, bei denen die Klasse, je nach Themengebiet, in jedem Abschnitt von einem anderen Fachlehrer unterrichtet wird. Über Fortbildungen u. a. des Fernstudienzentrums des Karlsruher Instituts für Technologie (KIT) werden interessierte Lehrkräfte weitergebildet. Diese bieten dann an ihrer Schule Fortbildungen an. Seit dem Wintersemester 2010/2011 bieten das KIT, die Universitäten Ulm und Tübingen sowie die Universität Stuttgart erstmals einen Lehramtsstudiengang für das Fach Naturwissenschaft und Technik an.

## Themen
Beispiele von Themen des Kernfachs Naturwissenschaft und Technik (Bildungsplan ab 2016):
Mechanik (Getriebe, Kräfte, Kranbau)
Konstruktion und Produktentwicklung:
Technisches Zeichnen und technische Mechanik
CAD und 3D-Druck
Elektronik
Beispiele von Themen des Kernfachs Naturwissenschaft und Technik (alter Bildungsplan):
- Astronomie
- Brückenbau
- Ernährung und Gesundheit
- Fachwerkbau
- Gesteine und Mineralien
- Medizintechnik
- Nanotechnologie
- Autonome mobile Roboter
- Sonnensystem
- Wetter und Klima